# Labidostomis nevadensis
Labidostomis nevadensis es una especie de insecto coleóptero de la familia Chrysomelidae.
Fue descrita científicamente en 1904 por J. Daniel.